# Ezechiel (carte)

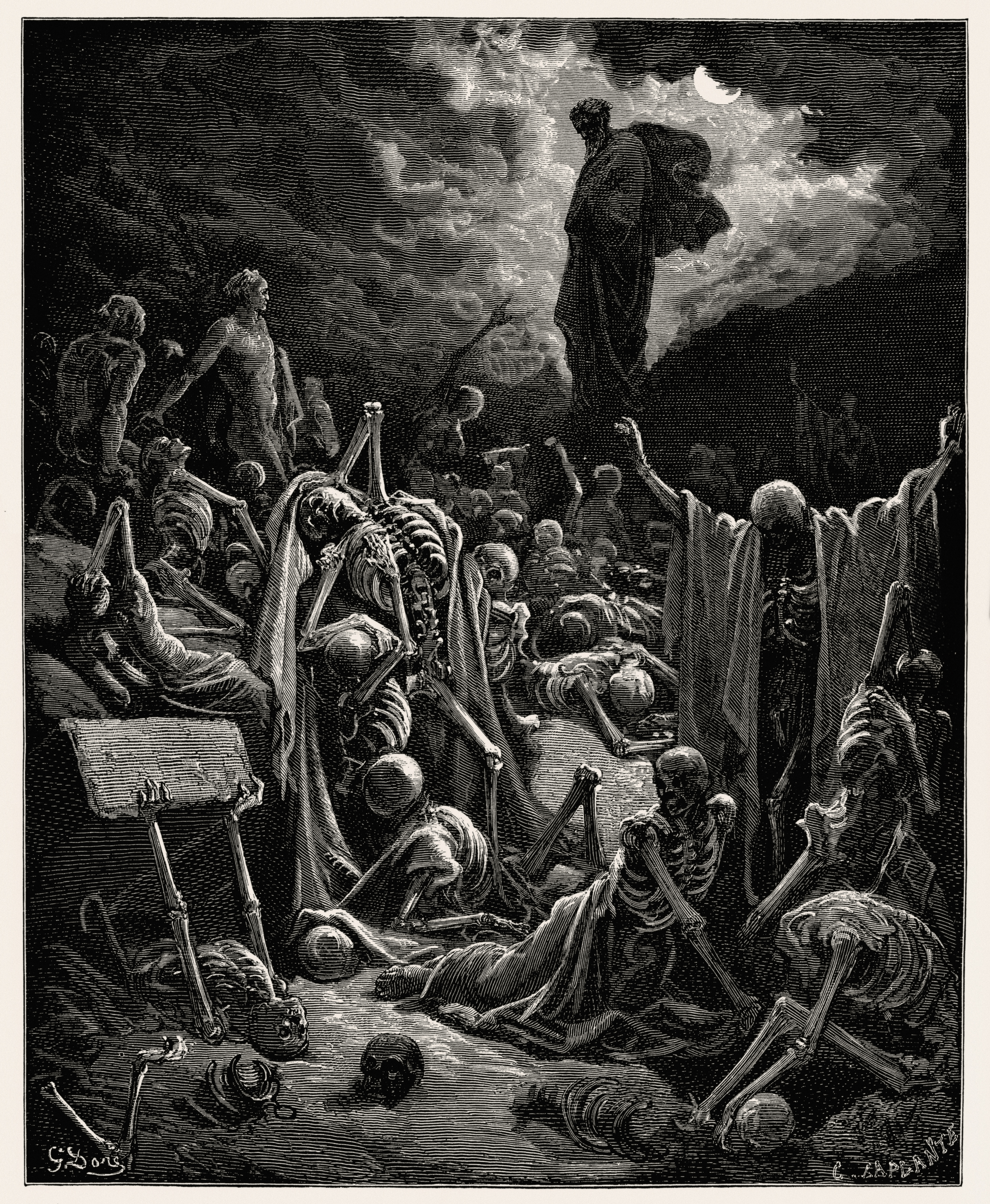
Pictură de Gustave Doré inspirată de cartea lui Ezechiel, cap. 37

Ezechiel este o carte din Vechiul Testament atribuită de iudei și creștini profetului Ezechiel.
Cartea prezintă profeții cu privire la distrugerea Ierusalimului și vedenia Templului.
Potrivit cărții, profetul, exilat în Babilon, s-a confruntat cu o serie de șapte viziuni timp de 22 ani între 593 - 571 î.Hr., o perioadă care cuprinde distrugerea Ierusalimului în 586. 

## Conținut
Vedeniile, și cartea, sunt structurate în jurul a trei teme: 
- (1) judecata Israelului (capitolele 1-24);
- (2) judecata  națiunilor (capitolele 25-32);
- (3) binecuvântări viitoare pentru Israel (capitolele 33-48).[1]

## Vezi și
- Exilul babilonian
- Apocrifa lui Ezechiel
- Gog și Magog
- Numerologie biblică